# 毗婆尸佛
毗婆尸佛（梵語：Vipaśyin，巴利語：Vipassin），又作毗鉢尸佛、鞞婆尸佛、毘鉢尸佛、毘婆沙佛、維衛佛，意為勝觀、淨觀、勝見、種種見，為過去七佛的第一位、上座部佛教以燃燈佛為首的二十四佛之一，亦有說為過去莊嚴劫中之佛，其八相成道之過程大致與釋迦牟尼佛相同。

## 生平
《長阿含經卷一‧大本经》記載毗婆尸佛於釋迦佛九十一劫、人類壽命八萬歲時出世，生於剎帝利家中，姓拘利若（憍陳如，梵語：Kaundinya、巴利語：Kondañña），其父名為槃頭摩多，是槃頭婆提城之王者；其母則名為槃頭婆提，此外毗婆尸佛有一子名為方膺。毗婆尸佛於波波羅樹下成佛，共說法三次，初會弟子有十六萬八千人，二會弟子有十萬人，三會弟子有八萬人，其上首弟子名為鶱荼、提舍（躓沙），執事弟子名為無憂。
《七佛經》則記載毗婆尸佛之父為統治滿度摩城的滿度摩王，母名滿度摩帝，初會有六萬二千比丘證阿羅漢果，二會中有十萬，三會中有八萬，大智慧弟子名為欠拏底寫，侍者名為阿輸迦。《增一阿含經》卷四十五、《毘婆尸佛經》、《七佛父母姓字經》、《佛名經》卷八也有相關記載但內容不完全相同。

## 相貌
《佛說觀佛三昧海經卷十‧念七佛品》中提及其觀想形象：「過去久遠有佛世尊名毗婆尸佛，身高顯長六十由旬，其佛圓光百二十由旬，身紫金色八萬四千相，一一相中八萬四千好，一一好中無數金光，一一光中有恆沙化佛，一一化佛有恒沙色光，一一光中無數諸天、聲聞、比丘、菩薩、大眾以為侍者，人人各持一大寶華，華上皆有百千億寶摩尼網艷，網艷相次高百千丈以為佛光。是時佛身益更明顯，如百千日照紫金山，光明艷起化佛無數，一一化佛猶如百億日月俱出。」

## 聞名功德
《地藏菩薩本願經卷中‧稱佛名號品第九》：“又於過去有佛出世，號毗婆尸。若有男子、女人聞是佛名，永不墮惡道，常生人天，受勝妙樂。”

## 傳法偈頌
《宗鏡錄》、《景德傳燈錄》等典籍記載其傳法偈頌為：
身從無相中受生，
由如幻出諸形像。
幻人心識本來無，
罪福皆空無所住。

## 註解
1. ↑  《景德傳燈錄卷一‧敘七佛》記載此句為「猶如幻出諸形象」

## 外部連結
- 臺灣千佛山全球資訊網中關於毗婆尸佛傳法偈的解說